# 세균의 노화
세균의 노화 (bacterial senescence 또는 bacterial aging)는 나이가 들어감에 따라 개별 세균의 점진적인 세포 기능의 감소를 의미한다. 노화 지표는 분열 속도 감소와 사망률 증가를 포함한다.
세균에서의 노화의 근본적 원인은 노화 요소(aging factor)라고 불리는 해로운 구성 요소(deleterious component)의 축적으로 생각된다. Caulobacter crescentus같은 비대칭 분열 세균은 복제적 노화(replicative aging)의 징후를 보여준다. 대칭 분열 세균의 결과는 좀 더 미묘하다. 예를 들어, 특정 실험 조건에서 대장균(Escherichia coli)은 그것의 분열에서의 미묘한 비대칭성으로 복제적 노화의 징후를 보여준다.

## 노화에 기여하는 요소
노화 요소는 그것을 가지고 있는 개체의 적응도 감소에 극단적으로 기여하는, 세포 요소(cellular component)에 대한 회복할 수 없는 손상으로 정의될 수 있다. 추정되는 노화 요소는 손상된 DNA 가닥, 낡은 세포 표면 물질, 그리고 잘못 접히거나 결집된(aggregated) 단백질을 포함한다. 개별 세균이 엄마 세포의 오래된 세포 극(cell pole)과 새롭게 합성된 세포 극을 물려받으므로 복제하는 대장균(E. coli)의 세포 극(cell pole)은 자주 노화 요소의 대표로 사용된다. 손상되고 결집되거나 잘못 접힌 단백질인 봉입체(inclusion body)는 세포 생물의 노화에 기여함이 최근에 밝혀졌다.
단세포 생물에서의 노화는 딸 세포들에서의 노화 요소의 비대칭적 분리에서 발생하는 것으로 생각된다. 단세포 생물에서의 손상의 차별적 분리는 전체 집단(overall population)의 적응도에 기여하는 것으로 보인다. 단세포 진핵 생물 맥주효모균 (Saccharomyces cerevisiae)은 엄마 세포가 해로운 노화 요소를 가지고 있음으로써 딸 세포가 회춘(rejuvenation)하게 한다.

## 비대칭 분열 세균에서의 노화
세균 노화에서의 잘 확립된 예는 Caulobacter crescentus이다. 이 세균은 이것의 일생을 운동성(mortile) 유주 세포(swarmer cell)로 시작한다. 일단 이 세포가 적절한 기질을 발견하면 그 유주세포는 자루 세포(stalked cell)로 분화(differentiate)한다. 그 후 자루세포는 생식적으로 활성화되고 새로운 유주 세포를 만든다. 개별 유주 세포에 의해 시간 당 생성되는 자손의 숫자는 나이가 들어감에 따라 줄어든다. 이것이 세균 노화의 첫번째 증거이다.

## 대칭 분열 세균에서의 노화
대장균(E. coli)처럼 대칭적 분열을 하는 생물은 불사라고 생각되었다. 그러나, 새로운 세포 극(cell pole)과 오래된 세포 극의 물려받음을 추적한 결과 대장균에서의 노화의 증거가 발견되었다. 연속하여 오래된 세포 극을 받은 세포는 상당한 성장 속도의 감소를 보여줬다. Stewart 등이 수행한 연구에서 부여진 성장 속도의 감소는 오래된 세포 벽 근처에서 봉입체(inclusion boby)의 차별적 국소화(preferential localization)에 기인하는 것으로 보인다. 이 국소화는 거대한 응집(large aggregate)의 느린 확산 속도와 핵양체(nucleoid)에 의한 응집체(the aggregate)의 배제에 의한 수동적 결과로 보인다. 노화(aging)의 비슷한 기작(mechanism)이 대칭적으로 분열하는 Schizosaccharomyces pombe에서도 발견된다.

그러나 대장균 노화의 최초 발견은 좀 더 최근의 미세유체공학(microfluidics)에 기반한 연구에서 각 대장균이 비록 각 세포 분열마다 사망률은 증가했을지라도 수백번의 세포 분열에 거쳐 동일한 성장 속도를 보여주었다는 연구 결과에 의해 부분적으로 반박된다. 이 불일치는 아마도 이 두 실험에서의 아가 패드(agar pad)와 미세유체공학 기기(microfludic device)라는 다른 배양 방법(culturing method)에 기인했을 가능성이 있다.

## 같이 보기
- 노화 (aging)
- 생물학에서의 영생 (biological immortality)
- 생물학적 노화 (senescence 또는 biological aging)

## 참조
1. 1 2  Ackermann, M.; Stearns, S. C.; Jenal, U. (2003). “Senescence in a bacterium with asymmetric division”. 《Science》 300 (5627): 1920–1920. doi:10.1126/science.1083532. PMID 12817142.
2. 1 2  Stewart, E. J.; Madden, R.; Paul, G.; Taddei, F. (2005). “Aging and Death in an Organism That Reproduces by Morphologically Symmetric Division”. 《PLoS Biology》 3 (2): e45. doi:10.1371/journal.pbio.0030045. PMC 546039. PMID 15685293.
3. 1 2  Lindner, A. B.; Madden, R.; Demarez, A.; Stewart, E. J.; Taddei, F. (2008). “Asymmetric segregation of protein aggregates is associated with cellular aging and rejuvenation”. 《Proceedings of the National Academy of Sciences of the United States of America》 105 (8): 3076–3081. Bibcode:2008PNAS..105.3076L. doi:10.1073/pnas.0708931105. PMC 2268587. PMID 18287048.
4. 1 2  Wang, Ping; Lydia Robert; James Pelletier; Wei Lien Dang; Francois Taddei; Andrew Wright; Suckjoon Jun (2010). “Robust Growth of E. coli”. 《Current Biology》 20 (12): 1099–103. doi:10.1016/j.cub.2010.04.045. PMC 2902570. PMID 20537537.
5. ↑  미생물의 노화, 2005-02-11, KISTI, http://www.ibric.org/myboard/read.php?Board=news&id=95966
6. ↑  Bacteria show signs of ageing : Nature News, 1 February 2005, https://www.nature.com/news/2005/050131/full/050131-6.html
7. ↑  Watve, Milind; Parab, S.; Jogdand, P.; Keni, S. (October 2006). “Aging may be a conditional strategic choice and not an inevitable outcome for bacteria”. 《Proceedings of the National Academy of Sciences of the United States of America》 103 (40): 14831–5. Bibcode:2006PNAS..10314831W. doi:10.1073/pnas.0606499103. PMC 1595437. PMID 17001004.
8. ↑  Kirkwood, T. B. L. (1981). Repair and its evolution: survival versus reproduction. Physiological Ecology ; an Evolutionary Approach to Resource Use.
9. ↑  Aguilaniu, H.; Gustafsson, L.; Rigoulet, M.; Nystroem, T. (2003). “Asymmetric inheritance of oxidatively damaged proteins during cytokinesis”. 《Science》 299 (5613): 1751–1753. Bibcode:2003Sci...299.1751A. doi:10.1126/science.1080418. PMID 12610228.
10. ↑  Nystroem, T (2007). “A bacterial kind of aging”. 《PLOS Genetics》 3 (12): 2355–2357. doi:10.1371/journal.pgen.0030224.
11. ↑  Moseley, J. B. (2013). “Cellular Aging: Symmetry Evades Senescence”. 《Current Biology》 23 (19): R871–R873. doi:10.1016/j.cub.2013.08.013. PMC 4276399. PMID 24112980.
12. ↑  Coquel, A.-S.; Jacob, J.-P.; Primet, M.; Demarez, A.; Dimiccoli, M.; Julou, T.;  외. (2013). “Localization of Protein Aggregation in Escherichia coli Is Governed by Diffusion and Nucleoid Macromolecular Crowding Effect”. 《PLOS Computational Biology》 9 (4): 4. arXiv:1303.1904. Bibcode:2013PLSCB...9E3038C. doi:10.1371/journal.pcbi.1003038.
13. ↑  Coelho, M.; Dereli, A.; Haese, A.; Kühn, S.; Malinovska, L. (2013). “Fission yeast does not age under favorable conditions, but does so after stress”. 《Current Biology》 23: 1844–52. doi:10.1016/j.cub.2013.07.084. PMC 4620659. PMID 24035542.